# Hasan Salihamidžić
Hasan Salihamidžić (ur. 1 stycznia 1977 w Jablanicy) – bośniacki piłkarz występujący na pozycji prawego pomocnika. Dyrektor sportowy w Bayernie Monachium (2017 - 2023).

## Kariera klubowa
Hasan Salihamidžić jest wychowankiem klubu Turbina Jablanica. Następnie trenował w zespole Velež Mostar, a w 1992 roku trafił do drużyny Hamburger SV. Zawodową karierę rozpoczynał w 1995 roku i w debiutanckim sezonie wystąpił w 9 ligowych spotkaniach. W sezonie 1996/1997 Bośniak był już podstawowym zawodnikiem swojego klubu, łącznie przez trzy sezony zanotował w jego barwach 72 występy i 19 goli w Bundeslidze. 1 sierpnia 1998 roku Salihamidžić podpisał kontrakt z Bayernem Monachium stając się najdroższym bośniackim piłkarzem. Grał jednak w pierwszym sezonie stosunkowo mało, gdyż większym zaufaniem cieszyli się doświadczeni i zgrani z resztą drużyny Mehmet Scholl, Jens Jeremies oraz Mario Basler. W ciągu dwóch lat zdobył dwa tytuły mistrza Niemiec. W 2001 roku wraz z Bayernem wygrał Ligę Mistrzów, eliminując m.in. Manchester United, Real Madryt czy w samym finale Valencię. W następnych sezonach jednak poprzez kontuzje rozgrywał mniej meczów w sezonie, w sezonie 2002/2003 rozegrał zaledwie 12 spotkań, strzelając 2 bramki i zdobywając 2 asysty. W 2005 roku w meczu 1/8 finału Ligi Mistrzów, gdy przeciwnikiem Bayernu był Arsenal F.C., zaliczył asystę przy jednej z 2 bramek Claudio Pizarro, a także sam strzelił bramkę na 3:0. W 2007 roku przeszedł do włoskiego klubu Juventus F.C..
4 lipca 2011 podpisał kontrakt z niemieckim klubem VfL Wolfsburg.

## Kariera reprezentacyjna
W reprezentacji Bośni i Hercegowiny od 1996 roku rozegrał 43 mecze i strzelił 6 bramek. W 2006 zakończył karierę reprezentacyjną.

## Po zakończeniu kariery
31 lipca 2017 roku Salihamidžić objął stanowisko dyrektora sportowego w Bayernie Monachium, z którego zwolniony został po sezonie 2022/2023.